# Culex bonneae
Culex bonneae är en tvåvingeart som beskrevs av Dyar och Frederick Knab 1919. Culex bonneae ingår i släktet Culex och familjen stickmyggor. Inga underarter finns listade i Catalogue of Life.